# Stamnodes elwesi
Stamnodes elwesi är en fjärilsart som beskrevs av Alphéraky 1895. Stamnodes elwesi ingår i släktet Stamnodes och familjen mätare. Inga underarter finns listade i Catalogue of Life.